# Pålsträsket
Pålsträsket är en sjö i Älvsbyns kommun i Norrbotten och ingår i Alterälvens huvudavrinningsområde. Sjön är 18 meter djup, har en yta på 2,18 kvadratkilometer och befinner sig 55 meter över havet. Sjön avvattnas av vattendraget Alterälven.

## Delavrinningsområde
Pålsträsket ingår i det delavrinningsområde (729369-174887) som SMHI kallar för Utloppet av Pålsträsket. Medelhöjden är 93 meter över havet och ytan är 10,77 kvadratkilometer. Räknas de 15 avrinningsområdena uppströms in blir den ackumulerade arean 250,16 kvadratkilometer. Avrinningsområdets utflöde Alterälven mynnar i havet. Avrinningsområdet består mestadels av skog (57 procent). Avrinningsområdet har 2,17 kvadratkilometer vattenytor vilket ger det en sjöprocent på 20,2 procent.